# تمايز تحولي
التمايز البيني أو التمايز التحولي أو عملية التحول الخلوي (بالإنجليزية: transdifferentiation)‏، هي عملية حيوية وآلية بيولوجية يتمُّ فيها تحويل نوع مُعيّن مِن الخلايا إلى نوع آخر من الخلايا الجديدة غير قابلة للتغير بما في ذلك الخلية الجذعية دون المرور بمرحلة تَعدُّد القُدرَّات. وهي تعطي قدرة للكائن الحي على تجديد خلايا جسمه مثل السلمندر حين تنمو أجزاء جسمه المقطوعة مجدداً. تم صياغة هذا المصطلح في عام 1974. ويهتم العلماء بهذه العملية لاستخداماتها المحتملة في الطب فهي طريقة فعالة لإعادة تدوير الخلايا تسمح باستبدال الخلايا التالفة نتيجة الأمراض.